# Aaliyah dalainak listája
Aaliyah összes hivatalosan megjelent dalának listája. Remixek nem szerepelnek a listában, kivéve ha másik előadó daláról van szó és Aaliyah csak a remixben szerepel.
| Ábécé szerinti tartalomjegyzék                      |
| --------------------------------------------------- |
| A B C D E F G H I J K L M N O P Q R S T U V W X Y Z |

## 4
- 4 Page Letter (a One in a Million albumról, 1996)

## A
- A Girl Like You (a One in a Million albumról, 1996)
- Age Ain’t Nothing but a Number (az Age Ain’t Nothing but a Number albumról, 1994)
- Ain’t Never (Outsiderz 4 Life feat. Aaliyah, a kiadatlan Outsiderz 4 Life albumról, 2000)
- All I Need (az I Care 4 U albumról, 2002)
- Are You Feelin’ Me? (az Öld meg Rómeót! filmzenealbumról, 2000)
- Are You Ready (a Sunset Park filmzenealbumról, 1996)
- Are You That Somebody? (a Dr. Dolittle filmzenealbumról, 1998)
- At Your Best (You Are Love) (az Age Ain’t Nothing but a Number albumról, 1994)

## B
- Back & Forth (az Age Ain’t Nothing but a Number albumról, 1994)
- Best Friends (Missy Elliott feat. Aaliyah, Missy Elliott Supa Dupa Fly című albumáról, 1997)

## C
- Choosey Lover (Old School/New School) (a One in a Million albumról, 1996)
- Come Back in One Piece (az Öld meg Rómeót! filmzenealbumról, 2000)
- Come Over (az I Care 4 U albumról, 2002)

## D
- Death of a Playa (a 4 Page Letter kislemezről, 1997)
- Don’t Know What to Tell Ya (az I Care 4 U albumról, 2002)
- Don’t Think They Know (Digital Black feat. Aaliyah, Digital Black Memoirs of a R&B Thug című albumáról, 2005)
- Don’t Worry (az I Care 4 U albumról, 2002)
- Down with the Clique (az Age Ain’t Nothing but a Number albumról, 1994)

## E
- Enough Said (2012)
- Erica Kane (az I Care 4 U albumról, 2002)
- Everything’s Gonna Be Alright (a One in a Million albumról, 1996)
- Extra Smooth (az Aaliyah albumról, 2001)

## F
- Final Warning (Ginuwine feat. Aaliyah, Ginuwine 100% Ginuwine című albumáról, 1999)
- Freedom (Aaliyah, MC Lyte, Amel Larrieux, Mary J. Blige, Brownstone, Changing Faces, En Vogue, Joi, Lalah Hathaway, Queen Latifah, Monica, Me'shell NdegéOcello, Pebbles, Brenda Russell, SWV, TLC, Terri & Monica, Vanessa Williams, Xscape, etc.; 1995)

## G
- Giving You More (a One in a Million albumról, 1996)
- Got to Give It Up (a One in a Million albumról, 1996)

## H
- Heartbroken (a One in a Million albumról, 1996)
- Hot Like Fire (a One in a Million albumról, 1996)

## I
- I Am Music (Timbaland & Magoo feat. Aaliyah & Static, Timbaland & Magoo Indecent Proposal című albumáról és az Ultimate Aaliyah albumról, 2001)
- I Can Be (az Aaliyah albumról, 2001)
- I Care 4 U (az Aaliyah albumról, 2001)
- I Don’t Wanna (a Next Friday és az Öld meg Rómeót! filmzenealbumokról, 2000)
- I Gotcha’ Back (a One in a Million albumról, 1996)
- I Need You Tonight (Junior M.A.F.I.A. feat. Aaliyah; Junior M.A.F.I.A. Conspiracy című albumáról, 1995)
- I Refuse (az Aaliyah albumról, 2001)
- I’m Down (az Age Ain’t Nothing but a Number albumról, 1994)
- I’m So Into You (az Age Ain’t Nothing but a Number albumról, 1994)
- If Your Girl Only Knew (a One in a Million albumról, 1996)
- It’s Whatever (az Aaliyah albumról, 2001)

## J
- John Blaze (Timbaland feat. Aaliyah & Missy Elliott, Timbaland Tim’s Bio című albumáról és az Ultimate Aaliyah albumról, 1998)
- Journey to the Past (az Anastasia filmzenealbumról, 1998)

## L
- Ladies in da House (a One in a Million albumról, 1996)
- Live and Die for Hip Hop (Kris Kross feat. Da Brat, Jermaine Dupri, Mr. Black & Aaliyah, Kris Kross Young, Rich & Dangerous című albumáról, 1996)
- Loose Rap (az Aaliyah albumról, 2001)

## M
- Man Undercover (Timbaland & Magoo feat. Aaliyah & Missy Elliott, Timbaland & Magoo Welcome to Our World című albumáról és az Ultimate Aaliyah albumról, 1997)
- Messed Up (az Aaliyah album amerikai kiadásáról és a We Need a Resolution kislemezről, 2001)
- Miss You (az I Care 4 U albumról, 2002)
- More Than a Woman (az Aaliyah albumról, 2001)

## N
- Never Comin’ Back (a One in a Million albumról, 1996)
- Never Givin’ Up (a One in a Million albumról, 1996)
- Never No More (az Aaliyah albumról, 2001)
- Night Riders (Remix) (Boot Camp Clik feat. Aaliyah, 1997)
- No Days Go By (a Got to Give It Up kislemezről, 1996)
- No One Knows How to Love Me Quite Like You Do (az Age Ain’t Nothing but a Number albumról, 1994)

## O
- Old School (az Age Ain’t Nothing but a Number albumról, 1994)
- One in a Million (a One in a Million albumról, 1996)
- One Man Woman (Playa feat. Aaliyah, Playa Cheers 2 U című albumáról, 1998)

## Q
- Queen Bee (Radio Mix) (Lil’ Kim feat. Notorious B.I.G. & Aaliyah, 1996)

## R
- Read Between the Lines (az Aaliyah albumról, 2001)
- Rock the Boat (az Aaliyah albumról, 2001)

## S
- Stickin’ Chickens Missy Elliott feat. Aaliyah & Da Brat; Missy Elliott Da Real World című albumáról, 1999)
- Street Thing (az Age Ain’t Nothing but a Number albumról, 1994)
- Summer Bunnies (Contest Remix) (R. Kelly feat. Aaliyah, 1994)

## T
- The One I Gave My Heart To (a One in a Million albumról, 1996)
- The Thing I Like (az Age Ain’t Nothing but a Number album európai kiadásáról és a Low Down Dirty Shame filmzenealbumról, 1994)
- Those Were the Days (az Aaliyah albumról, 2001)
- Throw Your Hands Up (az Age Ain’t Nothing but a Number albumról, 1994)
- Try Again (az Öld meg Rómeót! filmzenealbumról, és az Aaliyah album európai kiadásáról, 2000)
- Turn the Page (a Music of the Heart filmzenealbumról, 1999)

## U
- U Got Nerve (az Aaliyah albumról, 2001)
- Up Jumps da Boogie (Timbaland & Magoo feat. Missy Elliott & Aaliyah, Timbaland & Magoo Welcome to Our World című albumáról, 1997)

## W
- We Need a Resolution (az Aaliyah albumról, 2001)
- What If (az Aaliyah albumról, 2001)
- Where Could He Be? (tkp. kiadatlan; 2005-ben felkerült egy Billboard-slágerlistára, de törölték a játszási listákról, amikor kiderült, hogy hivatalosan nem jelent meg)

## Y
- You Won’t See Me Tonight (Nas feat. Aaliyah, Nas I Am… The Autobiography című albumáról, 1999)
- Young Nation (az Age Ain’t Nothing but a Number albumról, 1994)
- Your Body’s Callin’ (His & Hers Mix) (R. Kelly feat. Aaliyah, 1994)

## Kiadatlan dalok
- Sugar & Spice (1996)
- When Doves Cry (1996)
- CEO (2001)
- Questions (demó, 2001)
- Tru Entertainer (demó, 2001)
- Someone (demó, 2001)
- Time (befejezetlen)
- Givin’ Up
- Steady Ground (feat. Static from Playa)
- Don’t Think They Know (Digital Black of Playa feat. Aaliyah)
- Girlfriend (Yaushameen Michael feat. Aaliyah)
- Danc’n (E.T. Selfish feat. Aaliyah & Digital Black of Playa)
- Quit Hatin’ (mashup a kiadatlan Don’t Be Jealous és He Keeps Me Shakin’ című dalokból)